# Диво сърце (филм, 1968)
Диво сърце (на испански: Corazón salvaje) е мексикански игрален филм от 1968 г., режисиран от Тито Дейвисон. Това е втората екранизация на едноименния роман от мексиканската писателка Каридад Браво Адамс, считана за най-близката адаптация към оригиналната история.
В главните роли са Анхелика Мария и Хулио Алеман.

## Сюжет
Действието, подобно на романа, се развива през XIX в., на Карибските острови. Франсиско Алкасар е милионер, собственик на земя, от която произвежда захарна тръстика. Франсиско е женен за София, сурова и безсърдечна жена, с която имат син на име Андрес. Преди да се ожени за София, Франсиско е имал връзка с омъжена жена, която е физически малтретирана от съпруга си. Жената е забременяла и починала, когато детето е само на три години. Всъщност това дете е първородният син на Франсиско. Минават години.
Контрабандистът Хуан дел Диабло, незаконен син на богат земевладелец и загубил рано майка си, се влюбва в Айме, дъщерята на покойния граф. Айме става любовница на Хуан дел Диабло, макар че е сгодена за Ренато.
По време на сватбата Ренато обвинява бъдещата си съпруга в измяна, но Айме обвинява за всичко сестра си, Моника, която е послушница в манастир. В желанието се да спаси разбитото си семейство от бедност и честта на годеника на сестра си, когото отдавна обича, Моника се съгласява да сключи фиктивен брак с Хуан дел Диабло.

## Актьори
- Хулио Алеман – Хуан дел Диабло
- Анхелика Мария – Моника Молнар
- Тереса Веласкес – Айме Молнар
- Беатрис Бас – Доня София
- Мигел Масия – Дон Ноел
- Хосе Бавиера – Дон Томас
- Сара Гуаш – Доня Каталина
- Сандра Чавес – Ханина
- Рафаел Ямас – Капитан Франсиско Каняс Марин
- Антонио Браво – Съдия
- Консуело Франк – Майка игуменка
- Карлос Агости – Адвокат
- Едуардо Макгрегър – Секретар
- Виктор Алкосер – Баутиста
- Антонио Рахел
- Рамиро Орси – Мигел
- Хулия Марикал – Прислужница
- Мануел Гарай – Лекар
- Хуан Антонио Едуардс – Хуан дел Диабло (дете)
- Роберто Хоутън – Колибри